# 沃爾納特格羅夫 (印第安納州漢密爾頓縣)
沃爾納特格羅夫（英語：Walnut Grove）是位於美國印第安納州漢密爾頓縣的一個非建制地區。該地的面積和人口皆未知。